# 완두 은하

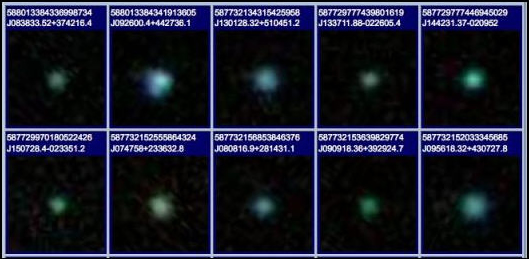
은하 동물원의 한 완두콩 은하.

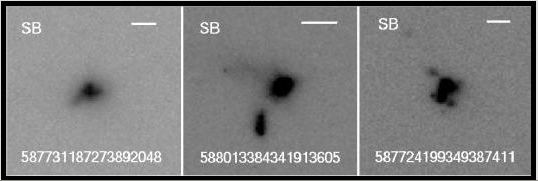
허블 우주 망원경이 촬영한 폭발적 항성생성 완두콩 은하.

완두 은하는 매우 높은 별 형성률을 가진 밝은 청색 밀집 은하의 유형이다. 크기가 작고, 슬론 디지털 하늘 탐사(SDSS)에서 촬영한 이미지에서 푸르 스름하게 나타나 보여 완두 은하라 이름 붙여졌다.

## 발견 및 역사
이 은하는 2007년 온라인 천문학 프로젝트 은하 동물원(Galaxy Zoo)의 포럼 부문에서 자원 봉사하는 이용자에 의해 처음으로 발견되었다.